# Stade Antônio-Mourão-Vieira-Filho
Le stade Antônio-Mourão-Vieira-Filho (en portugais : Estádio Antônio Mourão Vieira Filho), également connu sous le nom de Stade de Rua Bariri (en portugais : Estádio da Rua Bariri), est un stade de football brésilien situé à Olaria, quartier du nord de la ville de Rio de Janeiro.
Le stade, doté de 11 000 places et inauguré en 1947, sert d'enceinte à domicile à l'équipe de football de l'Olaria Atlético Clube.
Le stade porte le nom d'Antônio Mourão Vieira Filho, un échevin local ayant rendu possible la construction du stade.

## Histoire
Le n° 251 de la Rua Bariri appartient au début du XXe siècle à Custódio Nunes, copropriétaire de l'abattoir Irmãos Goulart (où le bétail était gardé pour l'abattage) qui servait également de terrain de jeu à l'Irmãos Goulart Futebol Clube.
En 1925, Noemia Nunes, fille de Custódio, fait don du terrain à l'Olaria Atlético Clube.
Le stade ouvre ses portes en 1947. Il est inauguré le 6 avril 1947 lors d'une victoire 4-3 du club carioca de Fluminense sur Vasco da Gama (le premier but au stade étant inscrit par Friaça, joueur de Vasco da Gama).
Le stade est également surnommé le Stade da Rua Bariri (Bariri signifiant rapide en tupi-guarani), du nom de la rue dans lequel il est situé (la Rua Bariri).
Le record d'affluence au stade est de 18 000 spectateurs, lors d'une victoire 3-1 de Flamengo sur Bangu AC le 30 avril 1997.